# MUSIC-GO-ROUND
MUSIC-GO-ROUND（ミュージック・ゴー・ラウンド）は、2004年4月から2006年3月までエフエム徳島（FM徳島）で月曜日から木曜日の18:00 - 19:55に放送されていたラジオ番組である。

## 概要
- 2004年4月放送開始。
- リスナー参加型の番組作りになっていた。

## コーナー
「放課後M.G.R会議室」､「RECOMMEND DISC」、「FOMA MUSIC SHOT（NTTドコモ四国徳島支店提供）」という、リスナーからの写メール投稿コンテストや、「BEST GOES ON」、「Please tell me♪」などのリスナー参加型コーナーが数多くあった。
その他「ザ・パシフィックハーバー進化している？（ザ・パシフィックハーバー提供）」、「ルネッサンスビュー（ルネッサンス リゾート ナルト提供）」などのコーナーがあった。

## パーソナリティ
- 森裕子